# مانويل كونشا
مانويل كونشا (بالسويدية: Manuel Concha)‏ هو مخرج وكاتب سيناريو ومخرج سويدي، ولد في 24 أكتوبر 1980 في مالمو في السويد.

## وصلات خارجية
- مانويل كونشا على موقع IMDb (الإنجليزية)
- مانويل كونشا على موقع أول موفي (الإنجليزية)
- مانويل كونشا على موقع قاعدة بيانات الأفلام السويدية (السويدية)
- مانويل كونشا على موقع قاعدة بيانات الفيلم (الإنجليزية)
- مانويل كونشا على موقع كينوبويسك (الروسية)